# Sanremo '90 (Polystar)
Sanremo '90 è un album compilation pubblicato nel marzo 1990 dall'etichetta discografica Polystar.
Il doppio album, che ha come sottotitolo "Big - Giovani - Star internazionali", contiene 32 brani partecipanti al Festival di Sanremo 1990.
Nel dettaglio, 12 brani erano stati proposti da artisti in gara nella sezione "Campioni", altri 10 da artisti internazionali come seconda versione fuori gara di brani dello stesso girone, mentre 9 erano stati presentati da interpreti che prendevano parte alla sezione "Novità" ed il rimanente era stato eseguito dall'ospite Liza Minnelli.
La copertina raffigura delle carte da poker e delle fiche su uno sfondo rosso, caratteristica quest'ultima che serve a distinguere la raccolta sanremese da un'altra pubblicata nello stesso anno, che presenta invece uno sfondo di colore blu chiaro. In essa sono citati 20 artisti: fra i "Campioni" sono presenti soltanto 8 nomi (mancano quelli di Giacobbe, Biolcati, Christian e Reitano), mentre l'unica "Novità" che compare è Rosalinda, indicata anche col cognome Celentano.

## Tracce

### Prima parte
1. Caterina Caselli - Bisognerebbe non pensare che a te
2. Peppino Di Capri - Evviva Maria
3. Dee Dee Bridgewater - Angel of the Night
4. Rosalinda - L'età dell'oro
5. Eugenio Bennato e Tony Esposito - Novecento Aufwiedersehen
6. Sergio Laccone - Sbandamenti
7. Sandro Giacobbe - Io vorrei
8. Milva - Sono felice
9. Toto Cutugno - Gli amori
10. Liza Minnelli - Love Pains
11. Franco Fasano - Vieni a stare qui
12. Ricchi e Poveri - Buona giornata
13. Paola Turci - Ringrazio Dio
14. Dario Gai - Noi che non diciamo mai mai
15. Nikka Costa - All for the Love
16. Lena Biolcati - Amori

### Seconda parte
1. Kaoma - Donna con te
2. Mango - Tu... sì
3. Toquinho - Nas asas de um violao
4. Armando De Razza - La lambada strofinera
5. Sarah Jane Morris - Speak to Me of Love
6. Rosè Crisci - Favolando
7. Moncada - Novecento Aufwiedersehen
8. Christian - Amore
9. Papa Winnie - A
10. Marco Masini - Disperato
11. La Toya Jackson - You and Me
12. Future - Ti dirò
13. Miriam Makeba - Give Me a Reason
14. Beppe De Francia e Bea Giannini - Una storia da raccontare
15. Mijares - La nevada
16. Mino Reitano - Vorrei